# Lîseatîci, Strîi
Lîseatîci (în ucraineană Лисятичі) este localitatea de reședință a comunei Lîseatîci din raionul Strîi, regiunea Liov, Ucraina.

## Demografie
Componența lingvistică a localității Lîseatîci
     Ucraineană (99,83%)
     Alte limbi (0,17%)
Conform recensământului din 2001, majoritatea populației localității Lîseatîci era vorbitoare de ucraineană (99,83%), existând în minoritate și vorbitori de alte limbi.